# Helga Berger
Helga Berger (* 19. Dezember 1972) ist eine österreichische Verwaltungsjuristin. Seit 1. August 2020 vertritt sie Österreich im europäischen Rechnungshof als Mitglied der Kammer V, Finanzierung und Verwaltung der Union.

## Biografie
Helga Berger wuchs in Frauenstein (Kärnten) auf. Ihr Vater Karl Berger (1940–2017) amtierte über dreißig Jahre als Bürgermeister der Gemeinde. Sie studierte Rechtswissenschaften an der Karl-Franzens-Universität Graz und war anschließend als parlamentarische Mitarbeiterin im EU-Parlament sowie als Referentin im Büro des Kärntner Landeshauptmannes tätig. Von 2000 bis 2003 war sie Kabinettschefin der damaligen Vizekanzlerin und Bundesministerin für öffentliche Leistungen und Sport Susanne Riess-Passer. Anschließend war sie bis 2006 Strafrichterin am Bezirksgericht Wien-Hernals.
2007 übertrug der damalige Präsident des Rechnungshofes Josef Moser ihr die Leitung der dortigen Kommunikationsabteilung, von 2010 bis 2015 war sie Chefin der Präsidialsektion. Mit 1. Jänner 2016 wurde sie von Finanzminister Hans Jörg Schelling zur Leiterin der Budgetsektion im Finanzministerium bestellt.
Im Juni 2016 wurde die parteilose, zuvor als FPÖ-nah geltende Berger vom Parlamentsklub der ÖVP als Kandidatin für das Amt der Rechnungshofpräsidentin nominiert. Vom Nationalrat wurde jedoch die – ebenfalls von der ÖVP vorgeschlagene – steirische Landesrechnungshofdirektorin Margit Kraker gewählt.
Sie war Mitglied des Aufsichtsrates der Bundesimmobiliengesellschaft (BIG).
Seit dem 1. August 2020 vertritt Helga Berger Österreich im europäischen Rechnungshof, als Nachfolgerin von Oskar Herics. Sie ist Mitglied der Kammer V, Finanzierung und Verwaltung der Union.